# Bollmanella laminata
Bollmanella laminata är en mångfotingart som beskrevs av Shear 1974. Bollmanella laminata ingår i släktet Bollmanella och familjen Conotylidae. Inga underarter finns listade i Catalogue of Life.